# Archidiecezja Kota Kinabalu
Archidiecezja Kota Kinabalu – rzymskokatolicka diecezja w Malezji. Powstała w 1855 jako prefektura apostolska Labuan i Borneo. W 1927 przemianowana na prefekturę Północnego Borneo. W 1952 promowana jako wikariat apostolski Jesselton, w 1968 przemianowna na wikariat Kota Kinabalu. W 1976 promowany do rangi diecezji. Archidiecezja od 2008. 

## Biskupi
- Edmondo Dunn † (1897  - 1927)
- Augusto Wachter †  1927 - 1945)
- James Buis † (1947  - 1972)
- Peter Chung Hoan Ting (1972  - 1975)
- Bp Simon Michael Fung Kui Heong † (1975  - 1985)
- Abp John Lee Hiong Fun-Yit Yaw (1987 -2012)
- Abp John Wong Soo Kau (od 2012; w latach 2010-2012 koadiutor)